# KF KEK
KF KEK este un club de fotbal din Kosovo care evoluează în Superliga (Kosovo).

## Lotul actual de jucători
| Nr. |        | Poziție | Jucător         |
| --- | ------ | ------- | --------------- |
|     | Kosovo | P       | Taulant Miftari |
|     | Kosovo | P       | Flamur Neziri   |
|     | Kosovo | P       | Tahir Morina    |
|     | Kosovo | F       | Erdin Hashani   |
|     | Kosovo | F       | Afrim Visoka    |
|     | Kosovo | F       | Alban Leçi      |
|     | Kosovo | F       | Drilon Berisha  |
|     | Kosovo | F       | Ilir Izmaku     |
|     | Kosovo | F       | Jeton Preniqi   |
|     | Kosovo | F       | Liridon Hyda    |
|     | Kosovo | F       | Ilirik Musliu   |
|     | Kosovo | F       | Naim Kodraliu   |
|     | Kosovo | M       | Mensur Simnica  |

| Nr. |        | Poziție | Jucător         |
| --- | ------ | ------- | --------------- |
|     | Kosovo | M       | Ylli Prekopuca  |
|     | Kosovo | M       | Behar Maliqi    |
|     | Kosovo | M       | Valon Bajrami   |
|     | Kosovo | A       | Driton Krasniqi |
|     | Kosovo | M       | Agon Asllani    |
|     | Kosovo | M       | Valon Aliu      |
|     | Kosovo | M       | Visar Zogiani   |
|     | Kosovo | M       | Lum Hashani     |
|     | Kosovo | A       | Menduh Salihu   |
|     | Kosovo | A       | Berat Grabovci  |
|     | Kosovo | A       | Artan Syla      |
|     | Kosovo | A       | Lulzim Doshlaku |
|     | Kosovo | A       | Zeqir Hasi      |